# Aeropuerto Internacional de Paro
El Aeropuerto Internacional de Paro (IATA: PBH, OACI: VQPR) es el único aeropuerto internacional de los 4 aeropuertos que tiene Bután, situado a 6 km de la ciudad de Paro y 48 km de la capital del país, Timbu. Se encuentra a 2237 m de altitud en un amplio valle junto al curso del río Paro Chhu. Con montañas de hasta 5480 m a sus alrededores, está considerado uno de los aeropuertos más complicados y peligrosos del mundo. Los vuelos en Paro sólo están permitidos cuando se cumplen las condiciones de aproximación visual y sólo se abre desde el amanecer hasta el ocaso. Según Travel & Leisure, en el 2009 sólo ocho pilotos en el mundo están certificados para aterrizar en el aeropuerto, y para el 2024, Forbes reporta que son 17. 
En 2012 pasaron por el aeropuerto 181 659 pasajeros.

## Historia

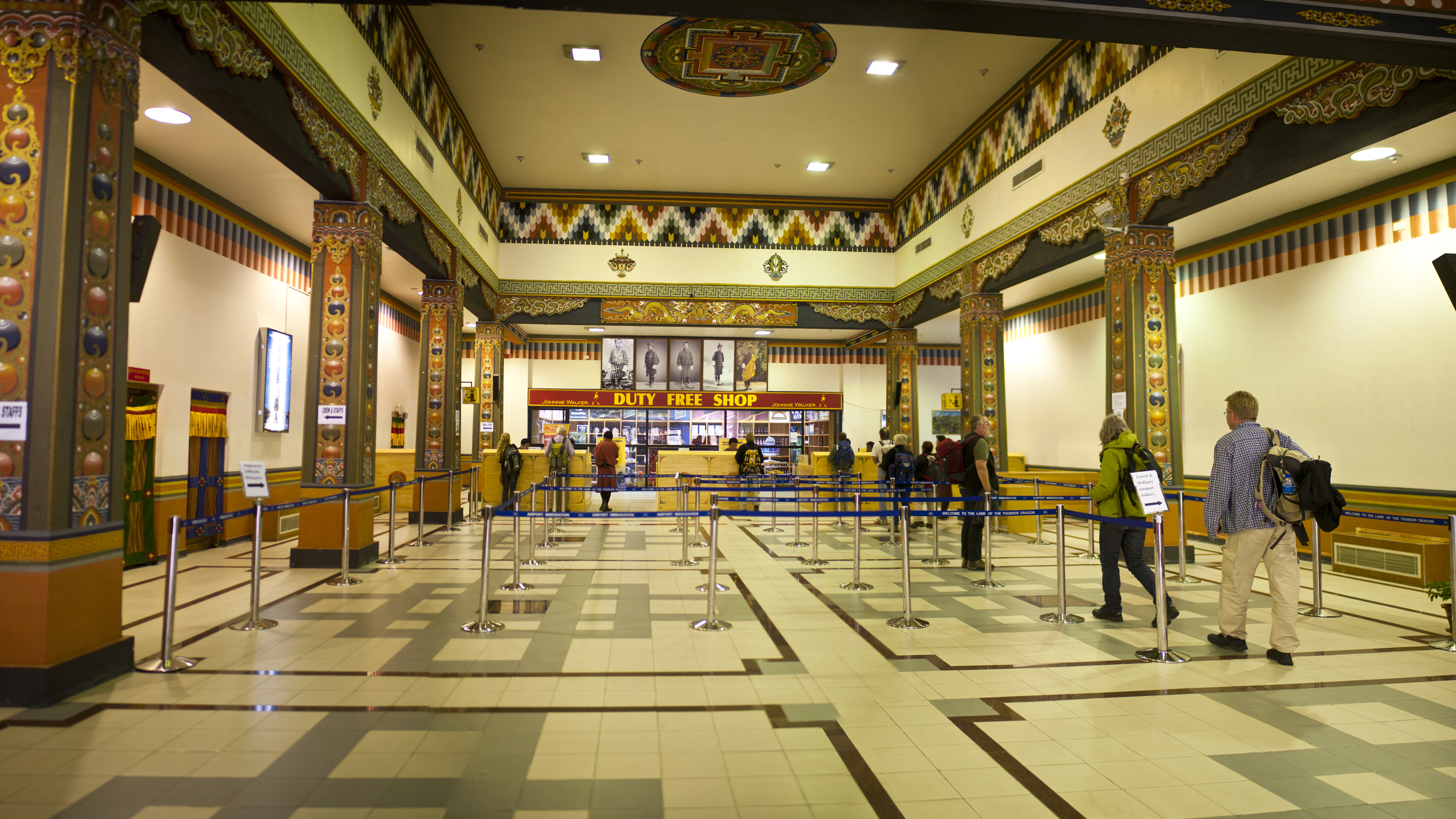
Interior del aeropuerto

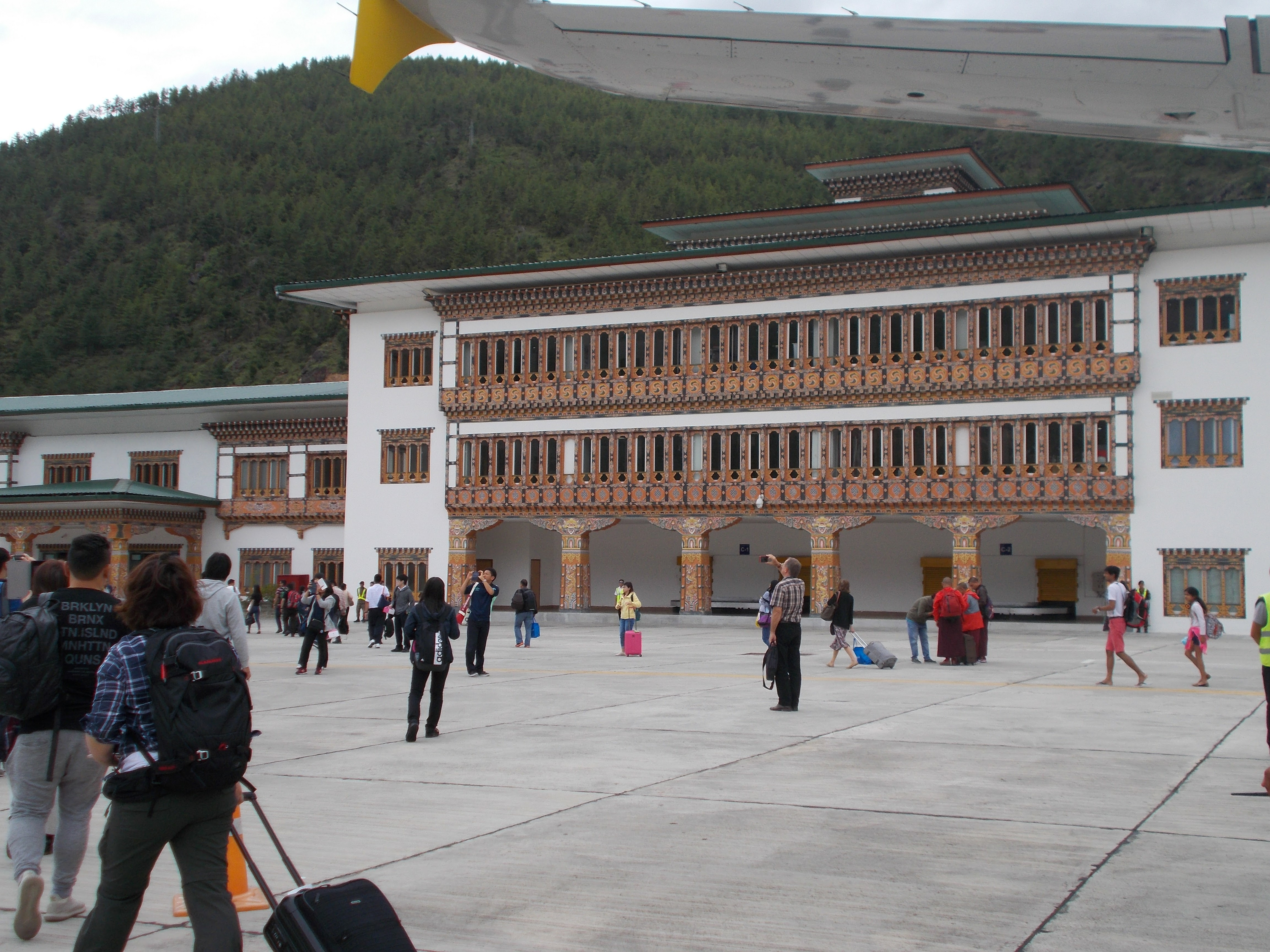
Exterior del edificio principal

En 1968, la Organización de Carreteras Fronterizas de la India construyó una pista de aterrizaje en el valle de Paro, que inicialmente fue utilizada para operaciones de helicópteros de guardia por las Fuerzas Armadas de la India en nombre del Gobierno Real de Bután. La primera aerolínea de Bután, Drukair, fue establecida el 5 de abril de 1981.
El aeropuerto de Paro se encuentra en las profundidades de un valle a 2.235 m sobre el nivel medio del mar y está rodeado por montañas de hasta 5.500 m de altitud. El aeropuerto fue construido con una pista de 1.200 m de longitud, dando al gobierno de Bután requisitos específicos para la elección de aeronaves que se operarán desde Paro. Necesitaban una aeronave con capacidad STOL de 18 a 20 asientos con capacidades operativas que incluían un techo de servicio alto, una alta tasa de ascenso y una gran maniobrabilidad. El requisito principal para la aeronave era que debía ser capaz de volar de Calcuta a Paro, un viaje de ida y vuelta de 1.200 km, sin repostar, debido a la mínima infraestructura disponible en Paro. Se consideraron tres tipos de aeronaves después de las pruebas de vuelo que se habían realizado en India y Bután entre 1978 y 1980; sin embargo, ninguno se consideró adecuado.
A mediados de 1981, el gobierno indio creó un comité para estudiar sus propios requisitos para un avión de transporte ligero. Sobre la base de este estudio, el gobierno de Bután encargó la entrega de un Dornier 228-200 en enero de 1983, con la opción de entregar un segundo avión a finales de 1983. El primer Dornier 228-200 de 18 asientos aterrizó en el aeropuerto de Paro el 14 de enero de 1983. La hora exacta de aterrizaje, el número de pasajeros a bordo e incluso la dirección en la que estaba estacionada la aeronave en la plataforma del aeropuerto están predeterminados por el Lama de Paro Dzong.

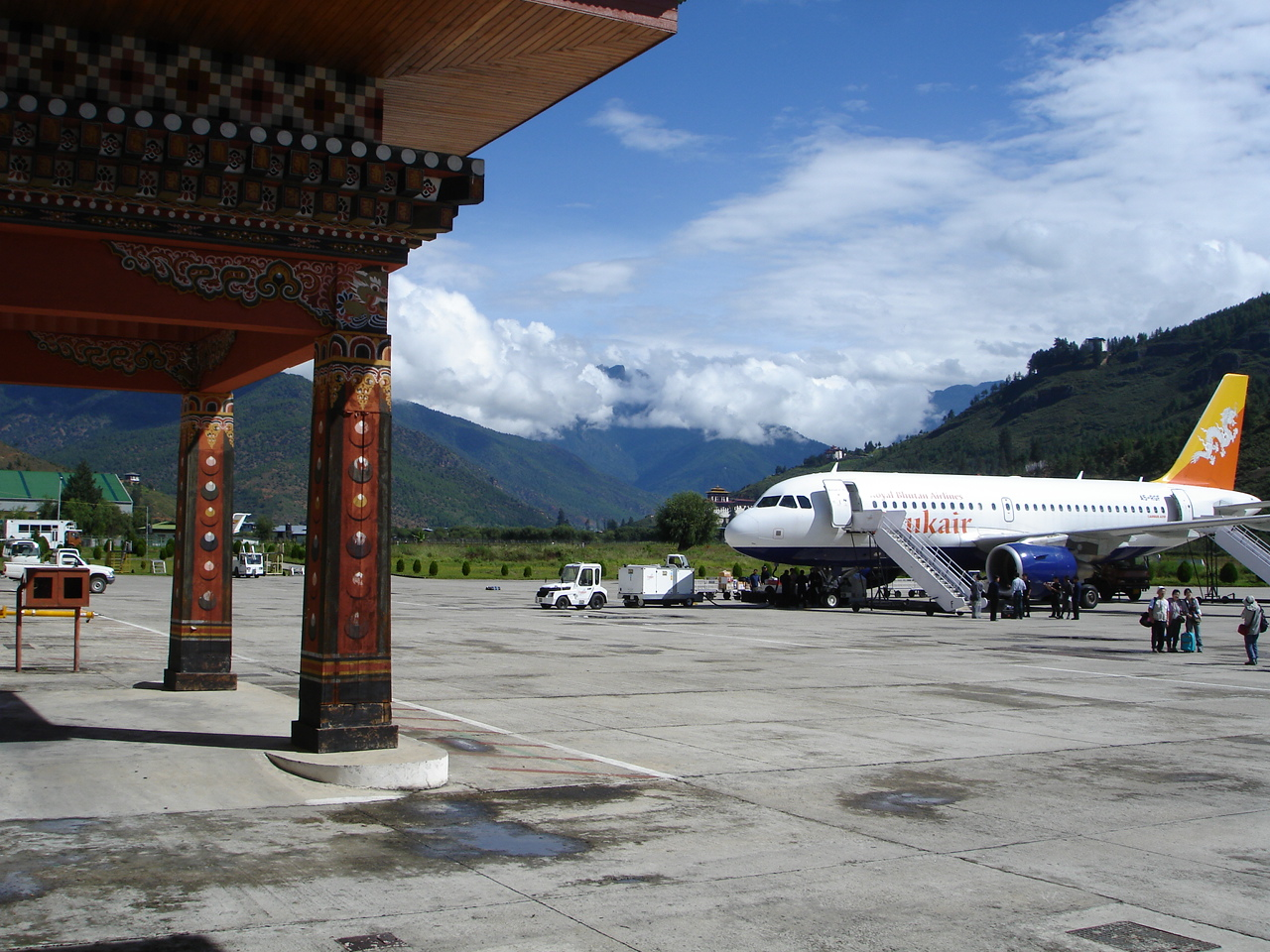
Un avión de Drukair estacionado en la pista

Drukair inauguró vuelos regulares de ingresos desde Paro el 11 de febrero de 1983, con el vuelo 101 partiendo de Paro hacia Calcuta y regresando al día siguiente como vuelo 102. En el momento del comienzo del servicio, el aeropuerto de Paro consistía en la pista, un edificio de control de tráfico aéreo de dos habitaciones (con la planta baja actuando como mostrador de facturación) y una sala de embarque en el césped. Antes del establecimiento del Departamento de Aviación Civil en enero de 1986, Drukair era responsable del funcionamiento y mantenimiento de la infraestructura del aeropuerto.
En 1990, la pista del aeropuerto de Paro se alargó de 1.402 a 1.964 m y se reforzó para aviones más pesados. Se construyó un hangar para la aeronave, que fue financiado por el gobierno indio como parte del Proyecto de Desarrollo del Aeropuerto de Paro.
El 21 de noviembre de 1988, el primer avión de Drukair, un BAe 146-100, fue entregado al aeropuerto de Paro. En 2003, la aerolínea buscaba un sustituto del BAe 146 y el 19 de octubre de 2004 llegó a Paro el primer Airbus A319-100 de la compañía.
Buddha Air se convirtió en la primera aerolínea internacional en operar vuelos a Paro en agosto de 2010. Tashi Air, la primera aerolínea privada de Bután, se inició en diciembre de 2011. En 2012, se informó que 181.659 pasajeros utilizaron el aeropuerto, y para 2018, este número había aumentado a 397,599 y el aeropuerto manejaba 6,761 vuelos. Se construyó una nueva calle de rodaje paralela que permite al aeropuerto manejar hasta 50 vuelos por día.

## Aerolíneas y destinos

### Vuelos nacionales
| Ciudad     | Nombre del aeropuerto       | Aerolíneas |
| Bután      | Bután                       | Bután      |
| ---------- | --------------------------- | ---------- |
| Gelephu    | Aeropuerto de Gelephu       | Druk Air   |
| Jakar      | Aeropuerto de Bathpalathang | Druk Air   |
| Trashigang | Aeropuerto de Yongphulla    | Druk Air   |

### Vuelos internacionales
| Ciudades por países    | Nombre del aeropuerto                               | Aerolíneas               | Aeronaves | Frecuencias semanales |
| Asia                   | Asia                                                | Asia                     | Asia      | Asia                  |
| ---------------------- | --------------------------------------------------- | ------------------------ | --------- | --------------------- |
| Bangladés              |                                                     |                          |           |                       |
| Daca                   | Aeropuerto Internacional Zia                        | Druk Air                 |           |                       |
| India                  |                                                     |                          |           |                       |
| Ahmedabad              | Aeropuerto Internacional Sardar Vallabhbhai Patel   | Druk Air                 |           |                       |
| Bagdogra               | Aeropuerto de Bagdogra                              | Druk Air                 |           |                       |
| Bombay                 | Aeropuerto Internacional Chhatrapati Shivaji        | Druk Air                 |           |                       |
| Calcuta                | Aeropuerto Internacional Netaji Subhas Chandra Bose | Bhutan Airlines Druk Air | A319-112  |                       |
| Delhi                  | Aeropuerto Internacional Indira Gandhi              | Bhutan Airlines Druk Air | A319-112  |                       |
| Gaya                   | Aeropuerto de Gaya                                  | Druk Air                 |           |                       |
| Guwahati               | Aeropuerto Internacional Lokpriya Gopinath Bordoloi | Druk Air                 |           |                       |
| Emiratos Árabes Unidos |                                                     |                          |           |                       |
| Dubái                  | Aeropuerto Internacional de Dubái                   | Druk Air                 |           |                       |
| Japón                  |                                                     |                          |           |                       |
| Tokio                  | Aeropuerto Internacional de Narita                  | Druk Air                 |           |                       |
| Nepal                  |                                                     |                          |           |                       |
| Katmandú               | Aeropuerto Internacional de Katmandú                | Bhutan Airlines Druk Air | A319-112  |                       |
| Singapur               |                                                     |                          |           |                       |
| Singapur               | Aeropuerto Internacional de Singapur                | Druk Air                 |           |                       |
| Tailandia              |                                                     |                          |           |                       |
| Bangkok                | Aeropuerto Internacional Suvarnabhumi               | Bhutan Airlines Druk Air | A319-112  |                       |
| Vietnam                |                                                     |                          |           |                       |
| Ciudad de Ho Chi Minh  | Aeropuerto Internacional de Tan Son Nhat            | Druk Air                 |           |                       |